# Symphoromyia inquisitor
Symphoromyia inquisitor är en tvåvingeart som beskrevs av Aldrich 1915. Symphoromyia inquisitor ingår i släktet Symphoromyia och familjen snäppflugor.
Artens utbredningsområde är Idaho. Inga underarter finns listade i Catalogue of Life.